# Max Howell
Max Howell (ur. 22 lipca 1927 w Coogee, zm. 3 lutego 2014) – australijski edukator i autor specjalizujący się w wychowaniu fizycznym, psychologii wychowawczej, historii i fizjologii sportu. Sportowiec, reprezentant kraju w rugby union oraz trener.
Dorastający w biednej rodzinie Howell pierwszy kontakt z rugby miał w szkole podstawowej i już wówczas wybierany był do stanowych drużyn rugby. W 1944 roku ukończył Sydney Technical High, gdzie grał w szkolnych zespołach rugby union, rugby league, koszykówki i krykieta, a w wieku czternastu lat grał już w seniorskich rozgrywkach koszykówki i reprezentował Sydney w tej dyscyplinie. Kontynuował naukę w Sydney Teachers' College, gdzie otrzymał stypendium pod warunkiem, iż po ukończeniu nauki będzie pracował przez pięć lat jako nauczyciel w stanowych szkołach. Reprezentował wówczas uczelnię w trzech sportach, był redaktorem gazetki oraz przewodniczącym samorządu studenckiego.
W 1945 roku, już po ukończeniu szkoły średniej, związał się z klubem Randwick DRUFC. Grać rozpoczął w zespole rezerw, lecz już sześć tygodni później został wybrany do pierwszej drużyny jako środkowy ataku. Gdy w trakcie sezonu nagle odszedł Roy Cawsey, Howell zgłosił się na ochotnika i po ciężkim treningu przeprowadzonym przez reprezentanta Australii Wally'ego Meaghera przejął jego rolę podstawowego łącznika młyna zespołu. Powrócił następnie na środek ataku, gdzie grał do roku 1948. W 1947 roku został wybrany do stanowej drużyny Nowej Południowej Walii, w której rozegrał pięć spotkań. Wcześniej jednak zadebiutował w reprezentacji kraju – podczas tournée Australijczyków do Nowej Zelandii w 1946 roku zagrał w jednym z meczów Bledisloe Cup. Rok później ponownie zagrał przeciw All Blacks, a następnie został wybrany do kadry na wyprawę po północnej półkuli. Podczas niej zagrał w spotkaniach przeciwko Szkocji, Irlandii i Walii, po których zakończył reprezentacyjną karierę. Ogółem w latach 1946–1947 rozegrał trzydzieści dwa spotkania dla Wallabies, w tym pięć testmeczów.
Studia ukończył pod koniec 1948 roku i rozpoczął pracę jako nauczyciel wychowania fizycznego, jednocześnie podjął wieczorowe studia na Sydney University. W tym czasie zaczął również korespondować z University of California, Berkeley – uczelnia wyraziła zgodę na podjęcie przez niego studiów zaznaczając, iż w jego gestii pozostanie własne utrzymanie i uiszczanie opłat. Trudne lata zaowocowały tytułem Bachelor of Arts, kontynuował jednak naukę na studiach doktoranckich, które ukończył w 1954 roku – zostając jednocześnie pierwszym w historii Australijczykiem z tytułem doktora z wychowania fizycznego. Przyczynił się do renesansu rugby na uczelni, przez pięć lat występował w uniwersyteckim zespole grając m.in. z All Blacks, Irlandią czy University of British Columbia, uprawiał wówczas również tenis. Departament edukacji Nowej Południowej Walii otrzymawszy podanie zaproponował mu pracę w szkole podstawowej, więc Howell wyjechał do Kanady i rozpoczął pracę na University of British Columbia. Również wówczas grał w rugby, ze stanową reprezentacją grając m.in. przeciwko zespołom brytyjskim, reprezentacji kraju oraz podczas tournée do Japonii. Prowadził kursy trenerskie i był szkoleniowcem kanadyjskiej kadry w roku 1959 podczas wyprawy do Walii. Ukończył następnie kolejne studia doktoranckie na University of Stellenbosch, zaś wśród placówek, w których pracował, znajdowały się również Uniwersytet Alberty, San Diego State University, Uniwersytet Ottawy oraz University of Queensland. Spędził również rok w Ashmolean Museum. Na emeryturę przeszedł w roku 1992.
Był autorem lub współautorem wielu publikacji z wychowania fizycznego, psychologii wychowawczej, fizjologii i historii  sportu – historii australijskiego i kanadyjskiego sportu oraz poszczególnych dyscyplin w tych krajach, opisów igrzysk olimpijskich i igrzysk Wspólnoty Narodów, reprezentacyjnych tournée, a także biografii (m.in. Boba Templetona czy Stana Pileckiego). Doctor honoris causa Uniwersytetu Alberty, członek władz Canadian Association for Health, Physical Education and Recreation, Canadian Association of Sport Sciences oraz North American Society for Sport History.
W 2003 roku otrzymał Order Australii za badania w dziedzinie historii i nauki sportu oraz zasługi dla edukacji w roli pioniera rozwoju tych dyscyplin. Zmarł na początku lutego 2014 roku po długiej walce z rakiem.